# Kaone
I kaoni sono mesoni caratterizzati dal numero quantico della stranezza.

## Descrizione
I kaoni neutri secondo il modello standard sono costituiti da miscele simmetriche ed antisimmetriche delle combinazioni di quark down-antistrange e antidown-strange. I kaoni carichi sono mesoni e si ritiene che abbiano una composizione di quark up-antistrange per i kaoni positivi e antiup-strange per i kaoni negativi. La sua vita media è di circa 10−8 s.
I tempi di decadimento di questo ordine di grandezza indicano un decadimento per interazione debole. Nessuno dei prodotti di decadimento ha un quark strange, violando così la legge di conservazione della stranezza (strangeness) e non possono quindi procedere per interazione forte.
Descrivere i kaoni neutri è molto più complicato. Esistono due versioni di questa particella, con la stessa massa, ma con tempi di decadimento differenti. Il primo si chiama K-zero-breve, l'altro si chiama K-zero-lungo. Queste due particelle sono considerate come combinazioni di quark down-antistrange e antidown-strange rispettivamente. Queste particelle decadono in pioni tramite scambio di due bosoni W.
I kaoni neutri sono importanti, dal punto di vista storico, per il loro ruolo nell'avanzamento della comprensione dei processi che coinvolgono i quark.
Quando Rochester e Butler scoprirono la particella con vita media breve ora nota come kaone neutro nel 1946, lo fecero osservando una caratteristica traccia a "V" in una camera a nebbia. Il kaone neutro non lascia tracce nella camera a nebbia, quindi la traccia a "V" del pione rivelava la sua presenza prima del decadimento.

Il decadimento di un kaone (K^{+}) in tre pioni (2 π^{+}, 1 π⁻) è un processo che coinvolge sia le interazioni deboli che quelle forti.
Le interazioni deboli : l'antiquark strange (s) del kaone trasmuta in un antiquark up (u) tramite l'emissione di un bosone W^{+}, il quale decade consequenzialmente in un antiquark down (d) e un quark up (u).
Le interazioni forti : un quark up (u) emette un gluone (g) che decade in un quark down (d) e un antiquark down (d).

| Particella | Simbolo                              | Antiparticella                       | Composizione                                                          | Massa a riposo MeV/c² | S  | C | B | Vita media secondi |
| ---------- | ------------------------------------ | ------------------------------------ | --------------------------------------------------------------------- | --------------------- | -- | - | - | ------------------ |
| Kaone      | K+                                   | K-                                   | {\displaystyle \mathrm {u{\bar {s}}} ({\bar {u}}s)}                   | 493,7                 | +1 | 0 | 0 | 1,24×10−8          |
| Kaone      | {\displaystyle \mathrm {K_{S}^{0}} } | {\displaystyle \mathrm {K_{S}^{0}} } | {\displaystyle \mathrm {\frac {d{\bar {s}}+s{\bar {d}}}{\sqrt {2}}} } | 497,7                 | +1 | 0 | 0 | 0,89×10−10         |
| Kaone      | {\displaystyle \mathrm {K_{L}^{0}} } | {\displaystyle \mathrm {K_{L}^{0}} } | {\displaystyle \mathrm {\frac {d{\bar {s}}-s{\bar {d}}}{\sqrt {2}}} } | 497,7                 | +1 | 0 | 0 | 5,2×10−8           |

## Violazione di simmetrie
Alla fine degli anni 1940, vennero scoperti due decadimenti per due mesoni strani carichi:
| Θ+ | → | π+ + π0      |
| τ+ | → | π+ + π+ + π− |
La parità intrinseca del pione è -1 e la parità è una quantità moltiplicativa, quindi i due prodotti hanno parità diversa, perciò si pensava che i mesoni iniziali fossero due particelle distinte. Tuttavia nonostante le misurazioni sempre più precise, non si trovò alcuna differenza tra le masse e le vite medie, e ciò portava a pensare che fossero la stessa particella. Questo fatto prende il nome di puzzle τ–θ.
I fisici teorici Lee e Yang proposero nel 1956 che la parità non dovesse essere conservata in caso di decadimento da interazione debole (invece si conserva per interazione forte ed elettromagnetica). Nel 1956 Wu progettò l'esperimento che prende il suo nome e mostrò questa violazione della conservazione della parità, nel decadimento beta del cobalto-60. Si dimostrò che le particelle τ e θ fossero effettivamente la stessa particella e nello specifico, il K+. 
Anche con la violazione della parità si pensava che la combinazione di coniugazione di carica e parità, avrebbe lasciato il sistema invariante (invarianza CP). Un esperimento di Cronin e Fitch del 1964 mostrò che esisteva una piccola violazione dell'invarianza CP nel decadimento del kaone, e così il kaone ha giocato un ruolo centrale nella discussione di queste simmetrie a partire da allora.